# Earthlings?
Earthlings? is een psychedelischerockband uit Joshua Tree in de Verenigde Staten. De band is in 1994 opgericht door Pete Stahl, Dave Catching en Fred Drake. De band behoort tot de Palm Desert Scene.

## Discografie

### Albums
- 1998 - Earthlings?
- 2000 - Human Beans

### Singles en ep's
- 1999 - Untitled
- 1999 - Pleasure Seekers
- 2003 - Disco Marching Kraft
- 2005 - Individual Sky Cruiser Theory
- 2009 - Humalien

### Overige bijdragen
- 1997 - Desert Sessions Volumes 3 & 4